# SuperTurnê
A SuperTurnê foi a quarta turnê do cantor brasileiro Jão, em suporte ao seu quarto álbum de estúdio, Super (2023). Realizada pela 30e em parceria com a UFO, a turnê começou em 20 de janeiro de 2024 no Allianz Parque na cidade de São Paulo, e foi concluída em 18 de janeiro de 2025 no mesmo local, totalizando 16 apresentações.

## Antecedentes

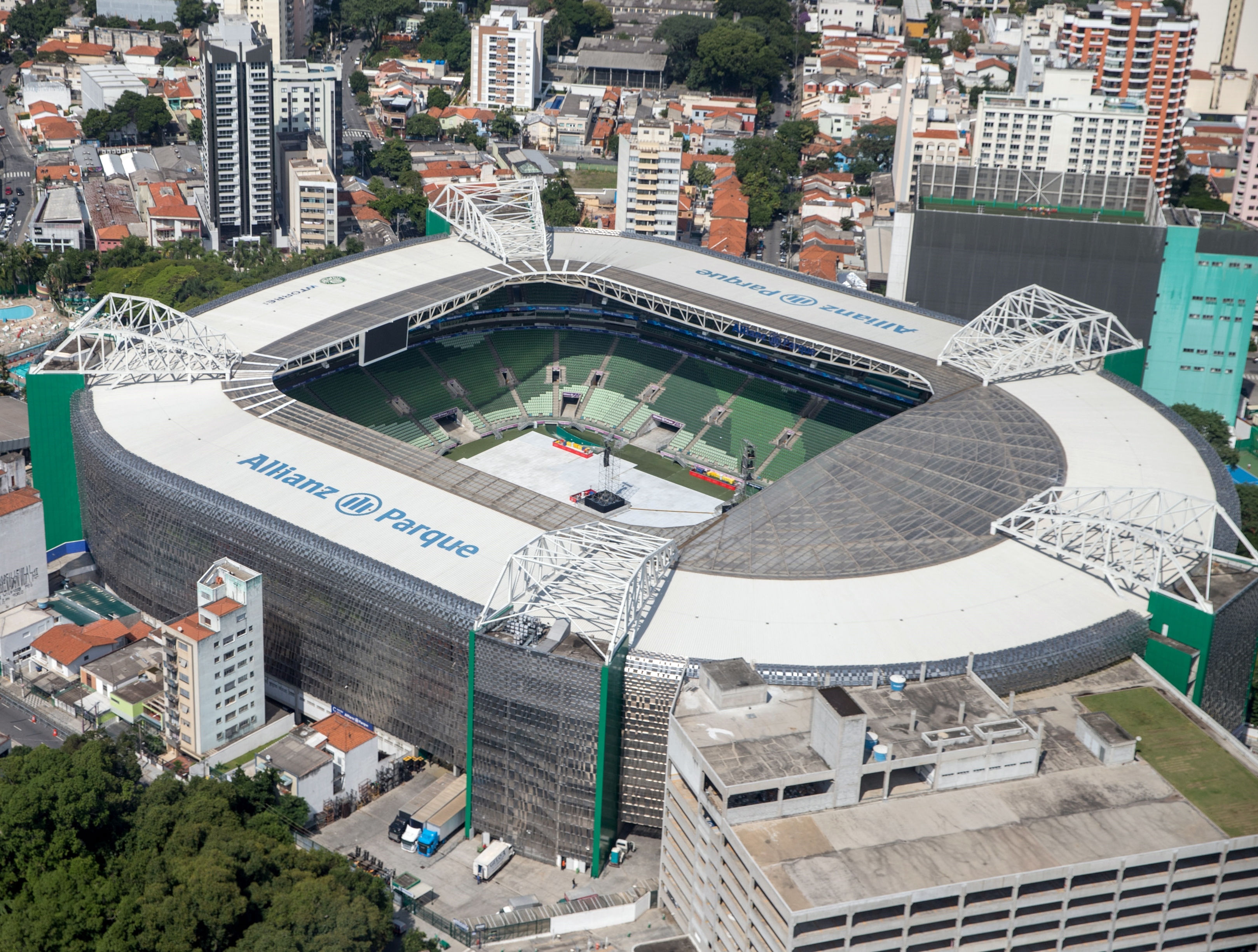
A SuperTurnê começou e terminou no Allianz Parque em São Paulo.

Em 26 de julho de 2023, foi anunciado que Jão e a produtora 30e firmaram parceria para realização da próxima turnê nacional do cantor. Em 8 de agosto de 2023, Jão publicou uma carta em suas redes sociais, anunciando que seu quarto álbum de estúdio se chama Super: "Esse é um álbum finamente pensado para ser gritado ao vivo, nos maiores palcos do país. Juntos". Em 13 de agosto de 2023, durante uma sessão de audição gratuita do álbum, Jão anunciou que o primeiro show da turnê seria no dia 20 de janeiro de 2024, no Allianz Parque, em São Paulo. Super foi oficialmente lançado em 14 de agosto de 2023.
Jão anunciou as primeiras datas em 16 de agosto de 2023. Ingressos começaram a ser vendidos em 17 de agosto.

## Recepção

### Crítica
Ludmilla Correia, da Billboard Brasil, elogiou a SuperTurnê, destacando sua conexão com o público e a força do pop brasileiro. Ela enfatizou a grandiosidade do espetáculo, ressaltando a megaestrutura e o cenário de nível internacional. Ela destacou também a missão do cantor em proporcionar a "melhor noite das nossas vidas" e descreve o show como um "espetáculo sensorial" envolvendo luzes, momentos acústicos, projeções e uma banda encantadora. Correia destaca a ousadia do músico no palco, elogiando sua liberdade e habilidades. Ela também destaca a superação da escassez do pop brasileiro, incentivando o público a valorizar talentos locais, rompendo com a síndrome de vira-lata.

### Comercial
Devido à alta demanda, uma data extra foi adicionada no Allianz Parque na cidade de São Paulo. Mais tarde, uma data adicional foi anunciada no local, totalizando três shows no Allianz.

## Transmissão e gravação
O primeiro registro audiovisual ocorreu durante o segundo show realizado em 21 de janeiro de 2024, em São Paulo, que foi televisionado simultaneamente pelo Multishow e Globoplay, ficando disponível no catálogo do streaming por algumas semanas depoís do show. Um segundo registro, sendo um documentário da turnê gravado nos dois shows de São Paulo para os cinemas, foi anunciado por Jão nas redes sociais com data prevista para todos os estados do Brasil no dia 21 de março. O cantor lançou em trecho do registro com um vídeo da performance de "Julho".
Intitulado de SuperTurnê - A Primeira e a Última Noite, o registro oficial da turnê foi anunciado no dia 12 de março de 2025, por meio de um trailer e um pôster oficial divulgados em todas as redes sociais do cantor anunciando a estréia para o dia 21 do mesmo mês e uma pré-estreia exclusiva que ocorreu dois dias antes. O filme-documentário mostra imagens dos concertos e imagens inéditas de bastidores, que mostram um pouco do processo de criação do álbum Super, além de ensaios e momentos antes da noite de abertura da turnê.

## Prêmios e indicações
| Ano  | Prêmio                                | Categoria                  | Resultado | Ref.   |
| ---- | ------------------------------------- | -------------------------- | --------- | ------ |
| 2024 | SEC Awards                            | Melhor Show/Turnê          | Venceu    | [ 15 ] |
| 2024 | Splash Awards                         | Melhor Show/Turnê Nacional | Venceu    | [ 16 ] |
| 2024 | Prêmio Multishow de Música Brasileira | Show do Ano                | Venceu    | [ 17 ] |

## Controvérsias

### Arena Fonte Nova
Originalmente a SuperTurnê passaria por Salvador no dia 6 de abril pela Arena Fonte Nova, show esse que já estava marcado desde o anúncio da turnê em 2023. Mas, durante a semana na qual aconteceria a apresentação, a equipe de montagem do palco foi barrada de entrar pela organização da arena sob justificativa que no dia seguinte ao show, 7 de abril, ocorreria a final do Campeonato Baiano de Futebol e o time do Bahia, que disputaria a final contra o time do Vitória, precisaria utilizar a arena. Segundo fontes, não haveria tempo para liberar a arena a tempo do campeonato, restando apenas adiar o show para outra data disponível pela arena. O cantor se justificou nas redes sociais, dizendo que fez tudo que pôde e que a cidade é importante para ele no qual canta desde a sua primeira turnê, e que a nova data era a mais próxima que foi disponibilizada.
Nos impediram de realizar o show faltando menos de uma semana, de forma súbita, por conta da final do campeonato - evento importante e valioso, mas que, justamente por isso, merecia atenção da gestão da arena antes de nos dar a data para o show, há mais de 8 meses (em que a gente e vocês se prepararam para o show.) Fizemos tudo o que podíamos.— Jão Via stories do Instagram
O anúncio do adiamento veio no dia 2 de abril, por meio de uma nota lançada dos canais de comunicação da Eventim (meio de vendas oficial da turnê) e da própria SuperTurnê pelas redes sociais, anunciando a nova data disponibilizada pela organização da arena para 24 de agosto e anunciando que os ingressos comprados seriam mantidos e haveria uma política de cancelamento para quem não puder comparecer a nova data. Por outro lado, a assessoria de imprensa da Arena Fonte Nova justificou que ofereceu um novo formato para a realização do show ainda no dia 6 (na Praça Sul), que acomodaria o público previsto com conforto e segurança, sem gerar impactos ao entorno da Arena e nem à realização da partida da final do Campeonato Baiano, e reiterou que foi uma escolha da produção do artista não seguir com esse formato e remarcar o show. Após o jogo, o time do Bahia acabou perdendo o jogo contra o Vitória, gerando assim chacotas nas redes sociais pelo time ganhador, usuários da internet e de fãs do cantor.
Uma segunda mudança de local foi anunciada em 4 de julho, devido a reagendamentos de jogos do Campeonato Brasileiro após as tragédias ocorridas no Rio Grande do Sul. Segundo o perfil oficial da turnê via stories do Instagram, esses reagendamentos impactaram o calendário de jogos previstos na Arena Fonte Nova; sendo assim, a produção optou por alterar o local do show para a unidade do Wet'n Wild localizada em Salvador, cuja data permaneceu a mesma. O perfil garantiu a validação dos ingressos para o novo local, e uma política de reembolso foi aberta para aqueles que não puderam comparecer.

### Adiamento do Rio de Janeiro
Quando a turnê foi anunciada, o show do Rio de Janeiro estava originalmente programado para acontecer na Jeunesse Arena no dia 11 de maio. Porém com a alta demanda de ingressos e, consequentemente, a data dar sold out, a organização da turnê decidiu trocar o local do evento para a área externa do Riocentro. Isso gerou reclamações por fãs cariocas do cantor, no qual justificaram que o novo local não seria agradável para receber o público em caso de mudanças climáticas; além de muitos já terem comprado ingressos para as áreas de cadeira superior e inferior da Jeunesse Arena e terem que ser realocados para a pista premium. Muitos previram até uma comparação com o incidente ocorrido na 4ª edição do REP Festival, evento de rap cujo 1º dia de apresentações, em 2023, foi marcado por condições climáticas estáveis, mudança de local repentina e muitos relatos de atrasos e pessoas se sujando de lama devido as condições do local. Os fãs se mobilizaram nas redes sociais numa tentativa de ocorrer uma nova mudança de local, da área externa do Riocentro para o Estádio Nilton Santos (Engenhão), o que não andou para frente.
Em 9 de maio, perto do show do cantor na cidade, um novo adiamento foi anunciado cuja data e local sofreram alterações. Em justificativa via perfil oficial da turnê nas redes sociais, o novo adiamento foi ocasionado por questões de ordem externa da equipe do Riocentro, o que logo foi desmentido pela assessoria do espaço que colocou a culpa na produtora, a 30e. Jão se pronunciou nas redes sociais, dizendo que priorizava o bem-estar dos fãs, e pontuou que o tamanho do público e a grandiosidade da estrutura fez com que a busca por um novo espaço fosse mais difícil, mas reiterou que anunciaria uma nova data e um novo local que receberia o público. Muitos internautas começaram a descobrir que o adiamento em questão só ocorreu após o jovem João Vinícius Ferreira morrer eletrocutado durante um festival musical que ocorria na área externa do mesmo espaço selecionado para receber a estrutura do show. Logo, foi anunciado que o show seria reagendado para o dia 1 de junho na Praça da Apoteose, cujos ingressos se manteriam válidos e uma política de reembolso seria aberta para aqueles que não conseguissem ir na nova data. Muitos fãs ficaram receosos em como iria funcionar a distribuição de lugares e se haveria uma nova venda de ingressos para a data, o que não foi comentado pela equipe de Jão ou pelo próprio.

## Repertório
O repertório abaixo é constituído do primeiro concerto da turnê, realizado em 20 de janeiro de 2024 em São Paulo, não sendo representativo de todas as apresentações.
Abertura: Eras
1. "Escorpião" (contém elementos de "Rádio")
2. "A Rua"
3. "Essa Eu Fiz Pro Nosso Amor"
4. "Doce"

Ato I: Terra
1. "Imaturo"
2. "Gameboy"
3. "Rádio"
4. "Monstros"
5. "Vou Morrer Sozinho"
6. "Sinais"

Ato II: Ar
1. "A Última Noite" (contém elementos de ":( (Nota de voz 8)")
2. "Acontece"
3. "Julho"

Ato III: Água
1. "Santo"
2. "Idiota"
3. "Lábia"
4. "Locadora (Versão Extendida)"
5. Música Surpresa[a]
6. "Meninos e Meninas"
7. "Olhos Vermelhos"

Ato IV: Fogo
1. "Eu Posso Ser Como Você" (contém elementos de "Eu Quero Ser Como Você")
2. "Se o Problema Era Você, Por Que Doeu em Mim?"
3. "Maria"
4. "São Paulo, 2015"
5. "Pilantra"
6. "Me Lambe"
7. "Super"
8. "Alinhamento Milenar"

- No show de Curitiba em 24 de fevereiro, logo depois da música surpresa, Jão apresentou de surpresa a música "Clarão".[38]
- No show de Belo Horizonte em 2 de março, logo depois da música surpresa, Jão convidou Pedro Calais da banda Lagum para juntos apresentarem "Andar Sozinho" e "Ei Moça". Além disso, Jão fez a primeira performance de "Jardins da Babilônia", música original de Rita Lee, cujo cover é o tema de abertura da novela Família é Tudo da TV Globo.[39][40][41]
- No show de Ribeirão Preto, em 9 de março, logo depois da música surpresa, Jão apresentou novamente a música "Clarão", que já havia sido apresentada em seu show em Curitiba.
- No show de Fortaleza, em 13 de abril, logo depois da música surpresa, Jão apresentou de surpresa a música "Amor Pirata" [42][43]
- Durante o show no Rio de Janeiro, em 1 de junho de 2024, Jão anunciou a versão deluxe do Super, intitulada Supernova. Para o anúncio, ele performou a inédita "Religião" antes de "Super" com um novo visual azul.
- Para o último show da turnê em São Paulo, Jão adicionou a setlist todas as músicas da versão deluxe de Super (com exceção da versão extendida de Locadora que já era performada desde o início da turnê), e performou algumas músicas antigas de sua discografia. Além disso, o cantor anunciou oficialmente que está trabalhando em seu quinto álbum de estúdio.

Canção surpresa
Trinta minutos antes do início de cada show, Jão promove uma disputa entre duas canções que não integram o repertório original do concerto. Em um vídeo gravado pela backing vocal Francine Moh e exibido durante a batalha, ele convoca seus fãs na plateia a escolherem através de gritos. A canção vencedora é anunciada durante o espetáculo e apresentada por ele após a performance de "Locadora".
     Lobos
     Anti-Herói
     Pirata
     Supernova
     Singles soltos
| Canção surpresa por apresentação | Canção surpresa por apresentação | Canção surpresa por apresentação | Canção surpresa por apresentação |
| Cidade                           | Data                             | Canção escolhida                 | Canção disputada                 |
| -------------------------------- | -------------------------------- | -------------------------------- | -------------------------------- |
| São Paulo                        | 20 de janeiro de 2024            | "Triste Pra Sempre"              | "Aqui"                           |
| São Paulo                        | 21 de janeiro de 2024            | "Barcelona"                      | "Clarão"                         |
| Curitiba                         | 24 de fevereiro de 2024          | "Ainda Te Amo"                   | "Não Te Amo"                     |
| Belo Horizonte                   | 2 de março de 2024               | "Ressaca"                        | "Álcool"                         |
| Ribeirão Preto                   | 9 de março de 2024               | "Lobos"                          | "Dança Pra Mim"                  |
| Florianópolis                    | 16 de março de 2024              | "Fim de Festa"                   | "Fim do Mundo"                   |
| Porto Alegre                     | 23 de março de 2024              | "Tempos de Glória"               | "Eu Quero Ser Como Você"         |
| Fortaleza                        | 13 de abril de 2024              | "Você Vai Me Destruir"           | "Hotel San Diego"                |
| Recife                           | 20 de abril de 2024              | "Você Me Perdeu"                 | "Coringa"                        |
| Brasília                         | 27 de abril de 2024              | "Lindo Demais"                   | "Dança Pra Mim"                  |
| Goiânia                          | 4 de maio de 2024                | "Enquanto Me Beija"              | "Aqui"                           |
| Belém                            | 18 de maio de 2024               | "VSF"                            | "Eu Quero Ser Como Você"         |
| Manaus                           | 25 de maio de 2024               | "Não Te Amo"                     | "Fim Do Mundo"                   |
| Rio de Janeiro                   | 1 de junho de 2024               | "Me Beija Com Raiva"             | "Hotel San Diego"                |
| Salvador                         | 24 de agosto de 2024             | "Modo de Dizer"                  | "Carnaval"                       |
| São Paulo                        | 18 de janeiro de 2025            | "Fim Do Mundo"                   | "Aqui"                           |

## Datas
| Data                    | Cidade         | País   | Local                          |
| ----------------------- | -------------- | ------ | ------------------------------ |
| 20 de janeiro de 2024   | São Paulo      | Brasil | Allianz Parque                 |
| 21 de janeiro de 2024   | São Paulo      | Brasil | Allianz Parque                 |
| 24 de fevereiro de 2024 | Curitiba       | Brasil | Pedreira Paulo Leminski        |
| 2 de março de 2024      | Belo Horizonte | Brasil | Esplanada do Mineirão          |
| 9 de março de 2024      | Ribeirão Preto | Brasil | Estádio do Comercial           |
| 16 de março de 2024     | Florianópolis  | Brasil | Arena Opus                     |
| 23 de março de 2024     | Porto Alegre   | Brasil | Estádio Passo D'Areia          |
| 13 de abril de 2024     | Fortaleza      | Brasil | Arena Iguatemi                 |
| 20 de abril de 2024     | Recife         | Brasil | Classic Hall                   |
| 27 de abril de 2024     | Brasília       | Brasil | Arena BRB Nilson Nelson        |
| 4 de maio de 2024       | Goiânia        | Brasil | Centro Cultural Oscar Niemeyer |
| 18 de maio de 2024      | Belém          | Brasil | Espaço Náutico Marine Club     |
| 25 de maio de 2024      | Manaus         | Brasil | Studio 5                       |
| 1 de junho de 2024      | Rio de Janeiro | Brasil | Praça da Apoteose              |
| 24 de agosto de 2024    | Salvador       | Brasil | Wet'n Wild                     |
| 18 de janeiro de 2025   | São Paulo      | Brasil | Allianz Parque                 |